# Michelle Le Normand
Michelle Le Normand est une romancière, nouvelliste et essayiste canadienne française née Marie-Antoinette Tardif à L'Assomption le 13 juin 1893 et morte à Saint-Sauveur-des-Monts le 1er novembre 1964.

## Biographie
Elle épouse Léo-Paul Desrosiers, le 22 juin 1922 et en a trois enfants  Louis, Claude et Michelle. Elle fait ses études au couvent des sœurs de la congrégation de Notre-Dame à Montréal ; suit les cours de littérature à l'Université de Montréal, La Sorbonne (Paris) et l'Institut catholique de Paris.
Elle est tout d'abord chroniqueuse à L'Avenir du Nord, où elle publie ses premiers billets en 1910 et 1911 sous le pseudonyme de Claude. 
En 1915, elle fait paraître régulièrement dans Le Nationaliste des récits de souvenirs, réunis et publiés l'année suivante sous le titre : Autour de la maison qui rencontre un grand succès. En 1918, elle est la responsable de la page féminine du journal Le Devoir. En 1922, elle quitte Montréal pour Ottawa où travaille Léo-Paul Desrosiers. 
Le Normand devra passer plusieurs années de sa vie à s'occuper de sa famille. Femme d'affaires, elle gère elle-même les contrats d'édition de ses écrits et de ceux de son mari. Elle tente par divers moyens, l'édition à compte d'auteur, les contacts dans le milieu littéraire, l'écriture de lettres aux écoles, etc., de faire de la littérature un commerce rentable pour sa famille.
Elle est de retour à Montréal en 1941 puis s'installe en 1949 à Saint-Sauveur-des-Monts, dans les Laurentides. Elle écrit alors des contes, des nouvelles et des romans. Durant les dix ans qui précèdent son mariage (1911-1921), elle inspire un grand amour au poète Albert Lozeau[réf. nécessaire].
L’Académie française lui décerne le prix de la langue-française en 1931 pour Autour de la maison.
Biographie établie d'après Bibliothèque et Archives Nationales du Québec.